# 小行星133527
小行星133527（133527 Fredearly）是一颗绕太阳运转的小行星，为主小行星带小行星。该小行星于2003年10月发现。
該小行星以發現者詹姆斯·惠特尼·揚的祖父弗雷德里克·揚（Frederick Young）和祖母皮爾·揚（Pearl Young）命名。

## 轨道参数
小行星133527的轨道半长轴为471 267 347 km（3.1501828 UA），离心率为0.097。